# Victor Heck
Victor Heck (* 3. August 1968 in Dschambul) ist ein ehemaliger deutscher Basketballspieler.

## Laufbahn
Der in der Kasachischen Sozialistischen Sowjetrepublik geborene Heck spielte Basketball bei Dynamo Frunse, ehe er nach Deutschland kam und beim SV Oberelchingen spielte. Der 1,85 Meter große Aufbauspieler gehörte während der von 1994 bis 1999 andauernden Bundesliga-Zeit des Vereins durchgehend zum Aufgebot. Heck erreichte mit der Mannschaft in den Spieljahren 1994/95, 1995/96, 1996/97 und 1998/99 jeweils das Viertelfinale der höchsten deutschen Basketballliga.
Im europäischen Vereinswettbewerb Korać-Cup trat Heck 1996/97 und 1997/98 mit den Oberelchingern an. 1996/97, als man im Korać-Cup die Vorrundengruppe als Tabellenführer abschloss und dann im Sechzehntelfinale ausschied, kam Heck auf 1,3 Punkte je Begegnung, 1997/98 erzielte er in dem Europapokalwettbewerb (Ausscheiden in der Vorrunde) 2,8 Punkte pro Partie. Nach dem Rückzug der Mannschaft aus der Basketball-Bundesliga im Anschluss an das Spieljahr 1998/99 blieb er dem SV Oberelchingen treu und gehörte zum Zweitliga-Aufgebot. Später spielte er im Amateurbereich beim Landesligisten SSG Ulm 99.